# Bdellovibrio bacteriovorus
Bdellovibrio bacteriovorus (лат.) — вид грамотрицательных хищных бактерий из рода Bdellovibrio класса дельта-протеобактерий, типовой вид рода. Эти организмы привлекли внимание учёных благодаря способности сдерживать рост бактериальных популяций без использования антибиотиков.
Bdellovibrio bacteriovorus — рекордсмен по скорости движения среди прокариот (140 мкм/с). Благодаря быстрому передвижению, эта бактерия сталкивается с другими микроорганизмами, пробивает их клеточную стенку и использует АТФ своей жертвы.

## Описание

Жизненный цикл Bdellovibrio bacteriovorus

B. bacteriovorus — маленькая (около 1 мкм в длину) грамотрицательная бактерия, имеющая единственный полярный жгутик. Скорость его вращения такова, что бактерия может перемещаться на расстояние, равное более чем ста собственным длинам, за секунду (около 160 мкм/с). Эта бактерия атакует другие грамотрицательные бактерии, прикрепляясь к наружной мембране и пептидогликановому слою жертвы, после чего создаёт небольшую брешь в наружной мембране. После этого клетка B. bacteriovorus входит в периплазматическое пространство. Некоторое время она обратимо связана с клеткой-хозяином; этот период называют периодом распознавания. После периода распознавания она связывается с клеткой-хозяином уже необратимо, прикрепляясь к ней полюсом, противоположным жгутику. Находясь в периплазме, B. bacteriovorus заделывает дыру в наружной мембране, в результате чего образуется двухклеточный комплекс — так называемый бделлопласт. Хищная бактерия выделяет гидролитические ферменты, но только локально, чтобы не погубить своего хозяина. Так, пептидогликановая клеточная стенка остаётся неповреждённой в течение нескольких часов и разрушается в заключительной стадии инфекции. Показано, что разрушение пептидогликана предотвращается при подавлении деацетилаз B. bacteriovorus. Гидролитические ферменты расщепляют биополимеры клетки-хозяина, которые далее используются для роста паразита. Кроме того, паразит поглощает цитоплазму клетки-хозяина с находящимися в ней питательными веществами. В конце концов клетка паразита превращается в филамент. Когда ресурсы клетки-хозяина оказываются исчерпанными, филамент распадается на дочерние клетки. Новообразованные клетки паразита приобретают подвижность, после этого клетка-хозяин подвергается лизису, и новообразованные бактерии выходят во внешнюю среду. Клетка-хозяин умирает через 10 минут после проникновения внутрь клетки B. bacteriovorus.
Для B. bacteriovorus, как и для нескольких других подобных бактерий, показано наличие АТФ/АДФ-антипортера, подобный тому, что присутствует во внутренней мембране митохондрий. Однако здесь он функционирует в обратном направлении. Находясь внутри клетки-хозяина бактерия поглощает его АТФ, отдавая взамен израсходованный АДФ.
Переход между свободноживущей атакующей фазой и внутриклеточной растущей фазой осуществляется при участии специфических дигуанилатциклаз. Показано, что защита клеток B. bacteriovorus от собственных гидролитических ферментов осуществляется при участии белка анкирина.
Некоторые жертвы B. bacteriovorus, например, Vibrio vulnificus, могут подвергаться коинфекции этой бактерией и бактериофагом. Показано, что в присутствии гиф грибов некоторые жертвы, такие как Pseudomonas fluorescens, могут становиться более доступными для B. bacteriovorus.
Кроме хищных B. bacteriovorus, существуют также сапротрофные клетки этого вида. Появление таких клеток может быть результатом мутации или фенотипической вариации. Сапротрофные клетки характеризуются разнообразной морфологией, окраской и расположением жгутиков. Чаще всего они имеют желтоватый цвет из-за убихинона-8.

## Применение
Хищные бактерии, и B. bacteriovorus в их числе, привлекают внимание как возможные медицинские средства против патогенов, обладающих множественной устойчивостью к антибиотикам. Показано, что хищные бактерии нетоксичны и неиммунногенны для грызунов. Показано, что штаммы 109J и HD100 B. bacteriovorus не являются цитотоксичными для клеток всех исследованных клеточных линий и не вызывают существенного увеличения выработки провоспалительных цитокинов в четырёх из пяти протестированных линий клеток человека.